# Stephanopis cheesmanae
Stephanopis cheesmanae es una especie de araña del género Stephanopis, familia Thomisidae.

## Distribución
Se distribuye por Nuevas Hébridas.

## Taxonomía
Fue descrita por Berland en 1938.
Tratamiento taxonómico
La especie aparece registrada y publicada en Berland 1938: 132, f. 7-9.